# Luís Marques Mendes

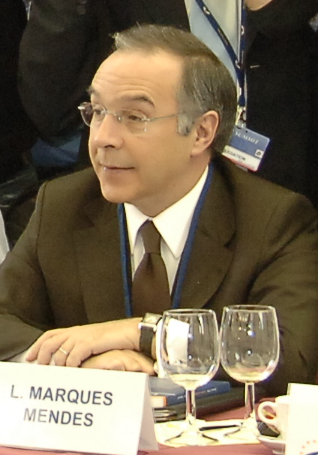
Luís Marques Mendes

Luís Manuel Gonçalves Marques Mendes (* 5. September 1957 in Azurém, Guimarães) ist ein portugiesischer Jurist und Politiker der Sozialdemokraten. Marques Mendes hatte bereits verschiedene Ämter in den sozialdemokratischen Kabinetten nach 1985, von 2005 bis 2007 war er Vorsitzender der portugiesischen Sozialdemokraten.

## Leben
Luís Marques schloss ein Jurastudium mit Lizentiat (licenciatura) an der Universität Coimbra ab. Wenig später begann er auch schon seine politische Karriere, zunächst als Stadtrat der Kleinstadt Fafe in der Nähe von Braga (1980–85), Mitglied der Sozialdemokraten wurde er bereits mit 16 Jahren. Später war er als Vizepräsident der Gemeinde Fafe (1997–99) tätig und als Bürgermeister von Oeiras (1988–2005). Ab 1985 arbeitete Marques Mendes auch auf nationaler Ebene, zunächst berief ihn Premierminister Aníbal Cavaco Silva 1985 zum Staatssekretär des Ministers für Parlamentsangelegenheiten Fernando Nogueira in seinem ersten Kabinett. 1987 wechselte er und wurde zum neuen Staatssekretär für den Ministerrat. Im dritten Kabinett Cavaco Silvas (1992–1995) war er Assistent des Premierministers im Range eines Ministers und war wiederum für Parlamentsangelegenheiten zuständig.
Nach den Parlamentswahlen 2002, bei denen die Sozialdemokraten gewannen, berief ihn der designierte Premierminister José Manuel Barroso zum neuen Minister für Parlamentsangelegenheiten. Dieses Ressort leitete er von 2002 bis 2004.
Seit 1987 ist Marques Mendes Mitglied des portugiesischen Parlaments, er zog je nach Wahl über Listen verschiedener Stimmbezirke ein (Braga, Viana do Castelo und Aveiro). Von 1996 bis 1999 war Fraktionsvorsitzender der portugiesischen Sozialdemokraten. Nach der Parlamentswahl 2005, nach der Pedro Santana Lopes alle seine Ämter niederlegte, gewann Marques Mendes in einer Stichwahl um den Parteivorsitz gegen Luís Felipe Menezes mit 56 Prozent aller Stimmen. Die Partei leitete er daraufhin zwei Jahre, 2007 trat er aufgrund interner Streitigkeiten zurück, da er die beiden Flügel der PSD nicht befrieden konnte und von Anfang an eine starke innerparteiliche Opposition hatte. Luís Felipe Menezes wurde am 27. September 2007 zu seinem Nachfolger gewählt.
Seit 1982 ist Marques Mendes verheiratet, mit seiner Frau hat er zwei Kinder.